# 농어촌생활환경디자인연구소
생활환경디자인연구소는 지역사회의 생활환경조사연구 및 유니버설디자인 실천을 병행하는 조직으로, 공동체와 거주자의 자발적인 생활문화활동을 독려하고, 사용자 중심의 디자인 컨텐츠를 제공함으로써 생활환경의 질적 향상을 도모하여 거주자의 삶의 질 향상과 그 지원을 목적으로 운영된다.

## 주요 사업
- 생활환경전반에 대한 연구 및 컨설팅 사업
- 생활환경전반에 대한 유니버설디자인 연구 및 실행사업
- 아카이브 구축 및 문화 컨텐츠 개발, 확산사업
- 전시 및 이벤트 기획을 수반한 공공디자인 사업
- 지역 문화 활성화 및 공간조성 사업
- 교육, 출판 및 학술사업
- 디자인
- 기타 본 회의 설립목적을 달성하기 위한 사업

## 주요 연혁
- 2008년 사단법인 농어촌생활환경디자인연구소 설립
- 2011년 사단법인 생활환경디자인연구소로 단체명칭 변경
- 2012년 산업디자인 전문회사(환경디자인) 등록
- 2012년 대한민국 공공디자인 대상 대국민 투표 최우수상

## 주요 실적
- 2008년 유니버설디자인을 적용한 농어촌 주거환경 모델 개발 연구용역
- 2011년 경기도 유니버설디자인 적용 가이드라인 개발
- 2011년 농촌지역의 생활문화 특성을 반영한 농촌주택 주거환경 모형 개발
- 2011년 서울시 복지시설 유니버설디자인 가이드라인
- 2012년 경기도 인공빛공해 관리계획 및 야간경관 디자인 가이드라인 개발
- 2012년 경기도 통합이미지 구축을 위한 공공정보 표기체계 개발
- 2012년 국립공원 유니버설디자인 가이드라인 개발을 위한 연구 외 다수

## 위치
- 서울특별시 강남구 신사동 657-10